# Eurata stictibasis
Eurata stictibasis är en fjärilsart som beskrevs av George Francis Hampson 1898. Eurata stictibasis ingår i släktet Eurata och familjen björnspinnare. Inga underarter finns listade i Catalogue of Life.